# Vasantrao Patil

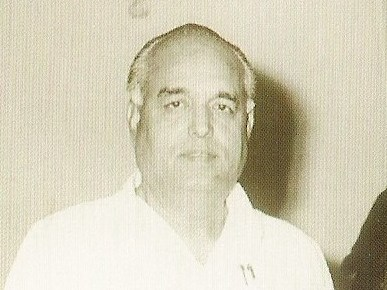
Vasantrao Patil (1977)

Vasantraodada (Vasantdada) Patil (Marathi वसंतराव दादा पाटील; * 13. November 1917 in Padmale, Fürstenstaat Sangli, Britisch-Indien; † 1. März 1989) war ein indischer Politiker des Indischen Nationalkongresses (INC), der unter anderem zwischen 1977 und 1978 sowie erneut von 1983 bis 1985 Chief Minister von Maharashtra und im Anschluss zwischen 1985 und 1987 Gouverneur von Rajasthan war.

## Leben
Patil, Sohn von Banduji Bapuji Patil, war nach dem Schulbesuch als Landwirt tätig. 1952 wurde er als Kandidat des Indischen Nationalkongresses (INC) zunächst zum Mitglied der Legislativversammlung von Madhya Pradesh gewählt und gehörte dieser bis 1957 an. Daneben war er zwischen 1952 und 1963 Vorsitzender des Ausschusses zur Vermarktung landwirtschaftlicher Produkte im Distrikt Sangli. Darüber hinaus engagierte er sich als Vorsitzender verschiedener anderer Organisation wie zum Beispiel der Nationalen Föderation genossenschaftlicher Zuckerfabriken, der Indischen Exportgesellschaft der Zuckerindustrie. Nach der Gründung des Bundesstaates Bombay aus Teilen von Madhya Pradesh am 1. November 1956 war er zwischen 1957 und 1960 Mitglied der Legislativversammlung von Bombay. Nach der Gründung des Bundesstaates Maharashtra am 1. Mai 1960 wurde er Mitglied der Legislativversammlung von Maharashtra und gehörte dieser bis 1967 an. 1965 wurde ihm der Padma Bhushan verliehen, der dritthöchste indische Zivilorden nach dem Bharat Ratna und dem Padma Vibhushan.
Patil engagierte sich über viele Jahre im Indischen Nationalkongresses (INC) und war unter anderem Präsident des INC im Distrikt Sangli, Generalsekretär, Vizepräsident sowie schließlich fünf Jahre lang Präsident des INC in Maharashtra. 1969 war er zudem Vorsitzender des Empfangsausschusses des INC in Bombay. 1972 wurde Patil abermals Mitglied der Legislativversammlung von Maharashtra, der er nunmehr bis 1977 angehörte. Zugleich war er zwischen April 1972 und Februar 1976 Minister für Bewässerung dieses Bundesstaates. Als Nachfolger von Shankarrao Chavan wurde er am 1. April 1977 erstmals Chief Minister von Maharashtra und bekleidete dieses Amt bis zum 17. Juli 1978, woraufhin er durch Sharad Pawar abgelöst wurde. Zugleich war er zwischen Mai 1978 und März 1979 Mitglied des Legislativrates von Maharashtra, des Oberhauses dieses Bundesstaates.
Bei den Wahlen vom 3. und 6. Januar 1980 wurde Patil zum Mitglied der Lok Sabha gewählt, des Unterhauses des Parlaments von Indien, und vertrat dort den in Maharashtra liegenden Wahlkreis Sangli. Am 2. Februar 1983 übernahm er als Nachfolger von Babasaheb Bhosale zum zweiten Mal das Amt des Chief Ministers von Maharashtra und verblieb in dieser Funktion bis zum 1. Juni 1985, woraufhin Shivajirao Patil Nilangekar am 2. Juni 1985 seine Nachfolge antrat. Zuletzt wurde er am 20. November 1985 als Nachfolger von Dwarka Prasad Gupta Gouverneur von Rajasthan und bekleidete dieses Amt bis zu seiner Ablösung durch Jagdish Sharan Verma.
Aus seiner Ehe mit Shalini V. Patil gingen drei Söhne und zwei Töchter hervor.